# Tierra Colorada
Tierra Colorada è un centro abitato del Messico, situato nello stato di Guerrero, capoluogo del comune di Juan R. Escudero.